# یواس‌اس پاول همیلتون (دی‌دی‌جی-۶۰)
یواس‌اس پاول همیلتون (دی‌دی‌جی-۶۰) (به انگلیسی: USS Paul Hamilton (DDG-60)) یک کشتی است که طول آن ۵۰۵ فوت (۱۵۴ متر) می‌باشد. این کشتی در سال ۱۹۹۳ ساخته شد.